# Namballeus
Namballeus is een geslacht van hooiwagens uit de familie Cosmetidae.
De wetenschappelijke naam Namballeus is voor het eerst geldig gepubliceerd door Roewer in 1952. 

## Soorten
Namballeus is monotypisch en omvat slechts de volgende soort:
- Namballeus signifer